# Księgarz
Księgarz – osoba zajmująca się sprzedażą książek i innych wydawnictw.
W zakresie działań księgarza jest również udzielania fachowej informacji klientom, propagowanie czytelnictwa, organizacja spotkań autorskich, uczestnictwo w targach i kiermaszach. Zawód wymaga uzupełniania wiedzy o nowościach wydawniczych.
Od 1932 obchodzony jest 13 grudnia dzień księgarza. Związane to było z wprowadzeniem na rynku książki rabatów dla księgarzy przez wydawnictwa, przy zamówieniu dwunastu egzemplarzy danego wydawnictwa, księgarz dostawał trzynasty egzemplarz bezpłatnie i stąd jest trzynasty dzień w dwunastym miesiącu roku.